# Malena Josephsen
Malena Josephsen (født 3. januar 1977) er en færøsk fodboldspiller, midtbanespiller, der er anfører for den færøske klub KÍ Klaksvík, der spiller i Færøernes bedste række, 1. deild kvinnur. Fra 2004 til 2015 spillede hun 41 landskampe for Færøernes kvindefodboldlandshold. Hun er blandt top-fem på topscorerlisten og på iisten over fleste kampe for Færøerne.

## Hæder
- 18× Færøsk mester: 1997, 2000, 2001, 2002, 2003, 2004, 2005, 2006, 2007, 2008, 2009, 2010, 2011, 2012, 2013, 2014, 2015, 2016, 2019, 2020[2][3]
- 13× Færøsk pokalvinder: 2000, 2002, 2003, 2004, 2006, 2007, 2008, 2010, 2011, 2012, 2013, 2015, 2016, 2020
- 2× Topscorer i færøernes topliga: 2005, 2007

## Internationale mål
Scoringer og resultater lister Færøernes mål først.
| #  | Dato              | Stadion                                    | Modstander     | Score | Resultat | Turnering                             | Kilde  |
| -- | ----------------- | ------------------------------------------ | -------------- | ----- | -------- | ------------------------------------- | ------ |
| 1  | 18. november 2006 | Stadion Mladost, Strumica, Macedonia       | Wales          | 1–2   | 1–2      | Kvalifikation til EM for kvinder 2009 | [ 4 ]  |
| 2  | 23. oktober 2006  | Stadion Kukuš, Strumica, Makedonien        | Nordmakedonien | 1–0   | 7–0      | Kvalifikation til EM for kvinder 2009 | [ 5 ]  |
| 3  | 23. oktober 2006  | Stadion Kukuš, Strumica, Makedonien        | Nordmakedonien | 6–0   | 7–0      | Kvalifikation til EM for kvinder 2009 | [ 5 ]  |
| 4  | 7. november 2007  | Panevėžys, Litauen                         | Letland        | 2–0   | 3–0      | UEFA venskabsturnering                | [ 6 ]  |
| 5  | 15. mai 2008      | Luxembourg, Luxembourg                     | Luxembourg     | 3–0   | 4–2      | UEFA venskabsturnering                | [ 7 ]  |
| 6  | 27. oktober 2008  | ARVI Football Arena, Marijampolė, Litauen  | Luxembourg     | 6–2   | 6–2      | UEFA venskabsturnering                | [ 8 ]  |
| 7  | 11. april 2009    | Sportski park Podravac, Virje, Kroatien    | Kroatien       | 3–1   | 3–1      | UEFA venskabsturnering                | [ 9 ]  |
| 8  | 16. april 2009    | Gradski stadion, Križevci, Kroatien        | Litauen        | 3–1   | 3–1      | UEFA venskabsturnering                | [ 10 ] |
| 9  | 5. marts 2011     | Ta' Qali National Stadium, Ta' Qali, Malta | Malta          | 1–0   | 2–0      | Kvalifikation til EM for kvinder 2013 | [ 11 ] |
| 10 | 28. november 2012 | Stade Jos Haupert, Niederkorn, Luxembourg  | Luxembourg     | 6–0   | 6–0      | Venskabskamp                          | [ 12 ] |